# Minutemen (militie)

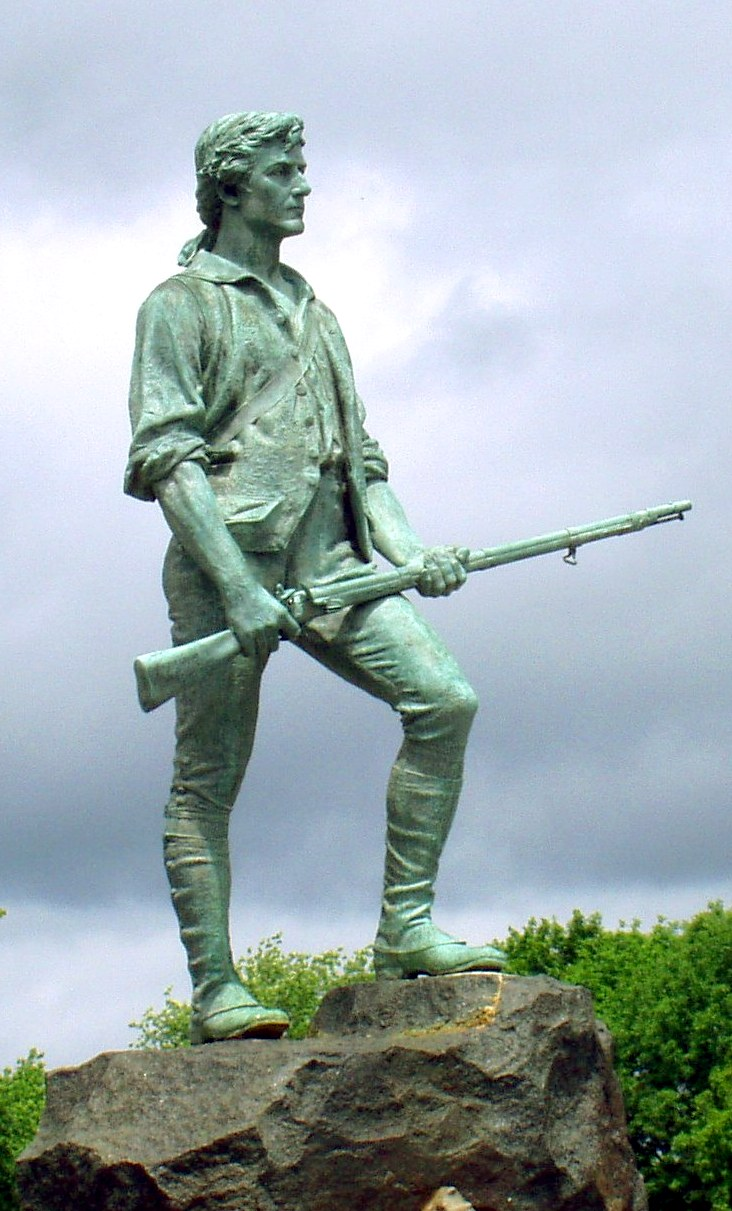
De Lexington Minuteman: kapitein John Parker

Minutemen is een naam voor leden van de milities van de Amerikaanse koloniën, die één minuut na melding klaar zouden kunnen staan voor het gevecht. 
Deze term wordt sindsdien gebruikt voor verschillende militaire eenheden van de Verenigde Staten, om aansluiting te vinden bij het succes en het patriottisme van het originele voorbeeld.

## Geschiedenis
Al in 1645 werden mannen uit de rangen van plaatselijke "schutterijen" in de Massachusetts Bay Colony geselecteerd voor een snelle-interventiemilitie.
De militie in de kolonie Massachusetts had een lange gevechtsgeschiedenis, bijvoorbeeld de King Philip's War, de Franse en Indiaanse oorlogen en de Slagen bij Lexington en Concord. Iedere generatie New Englanders was betrokken bij gevechten. Iedere plaats had een militie en iedere weerbare man van tussen de 16 en 60 jaar, meest boeren, werd gevraagd.
Sommige plaatsen in Massachusetts wezen een deel van hun militie aan als een aparte eenheid, de minutemen. Na het Powder Alarm in de herfst van 1774, kort voor het begin van de Amerikaanse Onafhankelijkheidsoorlog, kwam het advies van de patriottische leiders in het pas gevormde Provinciaal Congres van Massachusetts om in alle milities zogeheten minute companies te vormen: speciale eenheden binnen de militie, waarvan de leden aanvullende training kregen en paraat moesten staan voor noodgevallen. Deze aanbeveling werd door sommige plaatsen opgevolgd. Andere plaatsen ondernamen niets.
De minutemen waren meestal 25 jaar of jonger en werden geselecteerd op enthousiasme, betrouwbaarheid en kracht. Zij zouden steeds de eerste militie zijn die op het slagveld aankwam. De minutemen kwamen in vredestijd viermaal per jaar samen om te oefenen. De officieren werden bij stemming aangesteld. Het was gebruikelijk dat de officieren hun beslissingen baseerden op overleg met hun ondergeschikten, soms zelfs midden in een gevecht.
In andere Amerikaanse koloniën werden vergelijkbare milities gevormd met minute companies. Na enige tijd werd minutemen een algemene term voor alle Amerikaanse milities.

## Uitrusting
De meeste milities kregen geen wapens of uniformen en moesten dus zelf voor hun uitrusting zorgen. De meeste minutemen droegen dus gewoon hun dagelijkse boerenkloffie. Anderen droegen jachtkleding. Als wapen werden voornamelijk jachtgeweren in plaats van musketten gebruikt. De jachtgeweren waren niet uitgerust met bajonetten en hadden een langere herlaadtijd dan musketten, maar waren wel accuraat, ook op lange afstand, door de groeven in de loop.

## Tactiek
Omdat de minutemen geen normale legertraining hadden gekregen, vochten zij niet in de formele gevechtsstijl van die tijd met dichte linies en colonnes. Hun kracht lag vooral in guerrillatactieken: schermutselingen en scherpschutterij. De jachtervaring kwam de meeste minutemen hierbij goed van pas en bovendien kenden zij het plaatselijke terrein goed.